# رون قاولد
رون قاولد (بالإنجليزية: Ron Gould)‏ هو لاعب كرة قدم أمريكية أمريكي، ولد في 15 سبتمبر 1965 في توسان في الولايات المتحدة.